# Aeroportul Municipal Ada
Aeroportul Municipal Ada (IATA: ADT, ICAO: KADH, FAA LID: ADH) este un aeroport din Oklahoma, Statele Unite ale Americii. Aeroportul a fost tranzitat în 2019 de 16 pasageri.
Situat la o altitudine de 310 m, aeroportul dispune de 2 piste.

## Infrastructură

### Piste
Aeroportul dispune de 2 piste. Pista 18/36 are suprafața de asfalt și dimensiunile 6.203 picioare × 100 picioare. Pista 13/31 are dimensiunile 2.717 picioare × 50 picioare. 